# Tanjung Tiga (Lembak)
Tanjung Tiga is een bestuurslaag in het regentschap Muara Enim van de provincie Zuid-Sumatra, Indonesië. Tanjung Tiga telt 660 inwoners (volkstelling 2010).